# 魔力の刻印
『魔力の刻印』(The Number Of The Beast)は、アイアン・メイデンの3枚目のスタジオアルバム。1982年3月29日に発売された。今作からヴォーカルがポール・ディアノから、ブルース・ディッキンソンに変わっている。このアルバムはUKチャート1位を獲得した。リマスター盤CDには、シングルB面で発表された「トータル・エクリプス」が追加収録されている。
『Metal-Rules.com』の『The Top 100 Heavy Metal Albums』という企画において、本作は第二位に選定されている。

## 収録曲
1. 侵略者 - Invaders (Steve Harris) [3:24]
2. 吸血鬼伝説 - Children Of The Damned (Harris)  [4:35]
3. ザ・プリズナー - Prisoner  (Adrian Smith, Harris)[6:03]
イギリスのテレビドラマ『プリズナーNo.6』を下敷きにして書いた曲。
4. アカシア・アベニュー22 - 22 Acacia Avenue  (Harris, Smith) [6:37]
5. 魔力の刻印 - The Number Of The Beast  (Harris) [4:51]
曲前のナレーションは新約聖書のヨハネの黙示録第13章18節からの引用。
6. 誇り高き戦い - Run To The Hills (Harris) [3:53]
アメリカの先住民族と侵略者(白人)との戦いを描いた曲。
7. 暗黒の街 - Gangland (Smith, Clive Burr)[3:48]
8. トータル・エクリプス - Total Eclipse (Harris, Murray, Burr) [4:25]
9. 審判の日 - Hallowed Be Thy Name (Harris)  [7:12]
処刑を目前に控えた囚人の心境を描いた曲。

## 参加ミュージシャン
- スティーヴ・ハリス  Steve Harris - ベース、ヴォーカル
- ブルース・ディッキンソン  Bruce Dickinson - リード・ヴォーカル
- デイヴ・マーレイ  Dave Murray - ギター
- エイドリアン・スミス  Adrian Smith - ギター、ヴォーカル
- クライヴ・バー  Clive Burr - ドラムス